# Перформанс

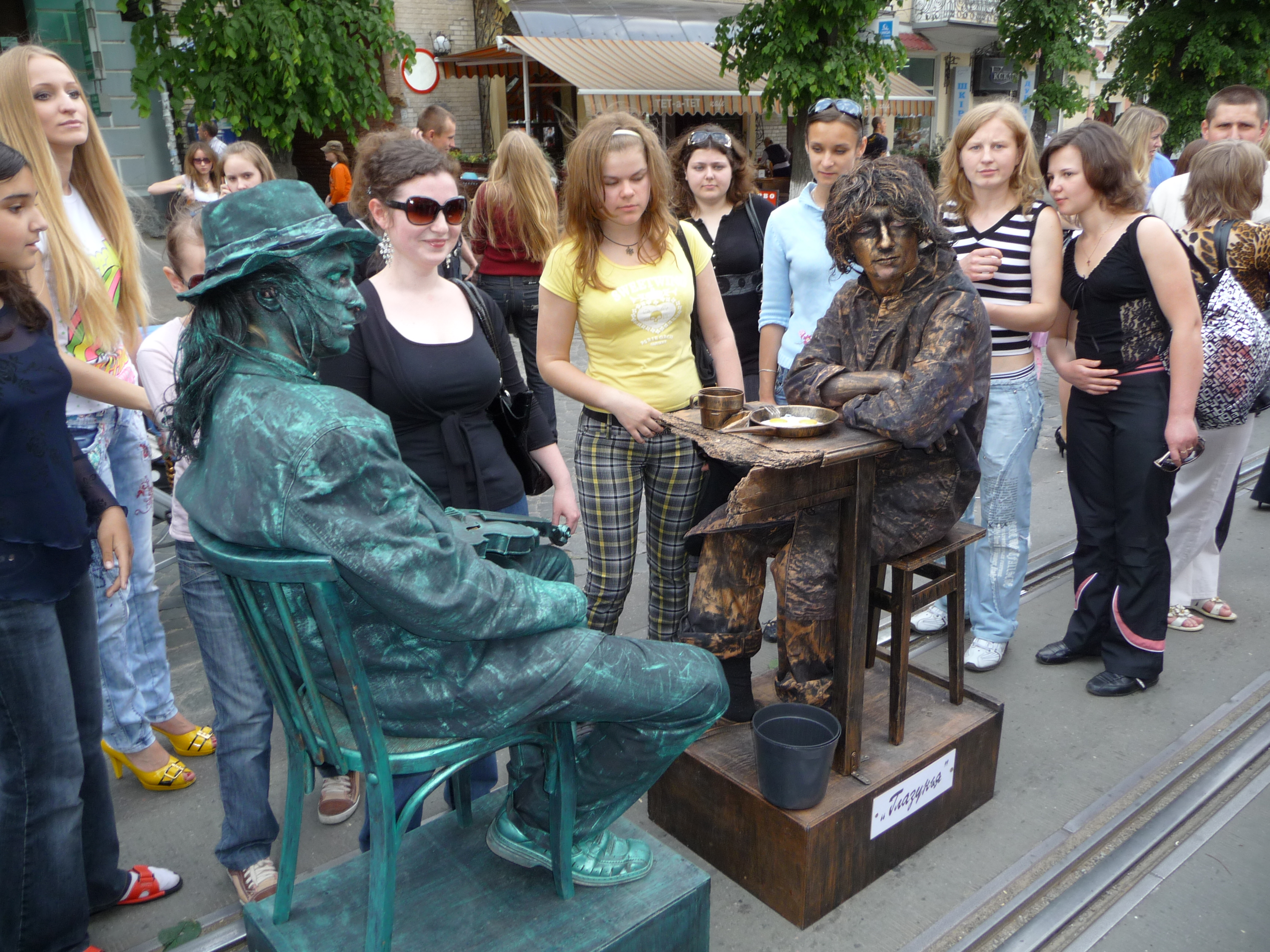
Перформанс «Яєшня» в м. Вінниці під час святкування Дня Європи

Перфо́рманс (від англ. performance — вистава, спектакль, від англ. perform) — одна з форм акціоністського мистецтва, де твором вважають дії автора, за якими глядачі спостерігають у режимі реального часу. Включає п'ять основних елементів: час, простір, тіло й присутність митця, а також відносини між творцем і публікою. Дії, які зазвичай розгортаються в художніх галереях і музеях, можуть відбуватися на вулиці, в будь-якому місці чи просторі та в будь-який період часу. Мета — викликати реакцію, іноді за підтримки імпровізації та почуття естетики. Теми зазвичай пов'язані з життєвим досвідом самого митця або потребою викриття чи соціальної критики та з духом трансформації.
Термін став широко використовуватися в 1970-х роках, хоча історія перформансу у візуальному мистецтві сягає футуристичних постановок і кабаре 1910-х років. В деякому сенсі може вважатися продовженням стародавніх традицій народного театру і вистав, а в Україні — скоморохів, ряджених і юродивих старої православної, а потім і середньовічної козацької Русі. Основними піонерами мистецтва перформансу є Каролі Шнєманн, Марина Абрамович, Ана Мендьєта, Кріс Берден, Герман Нітш, Йозеф Бойс, Нам Джун Пайк, Ів Кляйн та Віто Аккончі. Деякі з основних експонентів нещодавно — Таня Бругера, Абель Азкона, Регіна Хосе Галіндо, Техчінг Хсі, Марта Мінуджін та Петро Павленський. Дисципліна пов'язана з гепенінгом, рухом флуксус, бодіартом та концептуальним мистецтвом.